# Estación de Ciudad Lineal

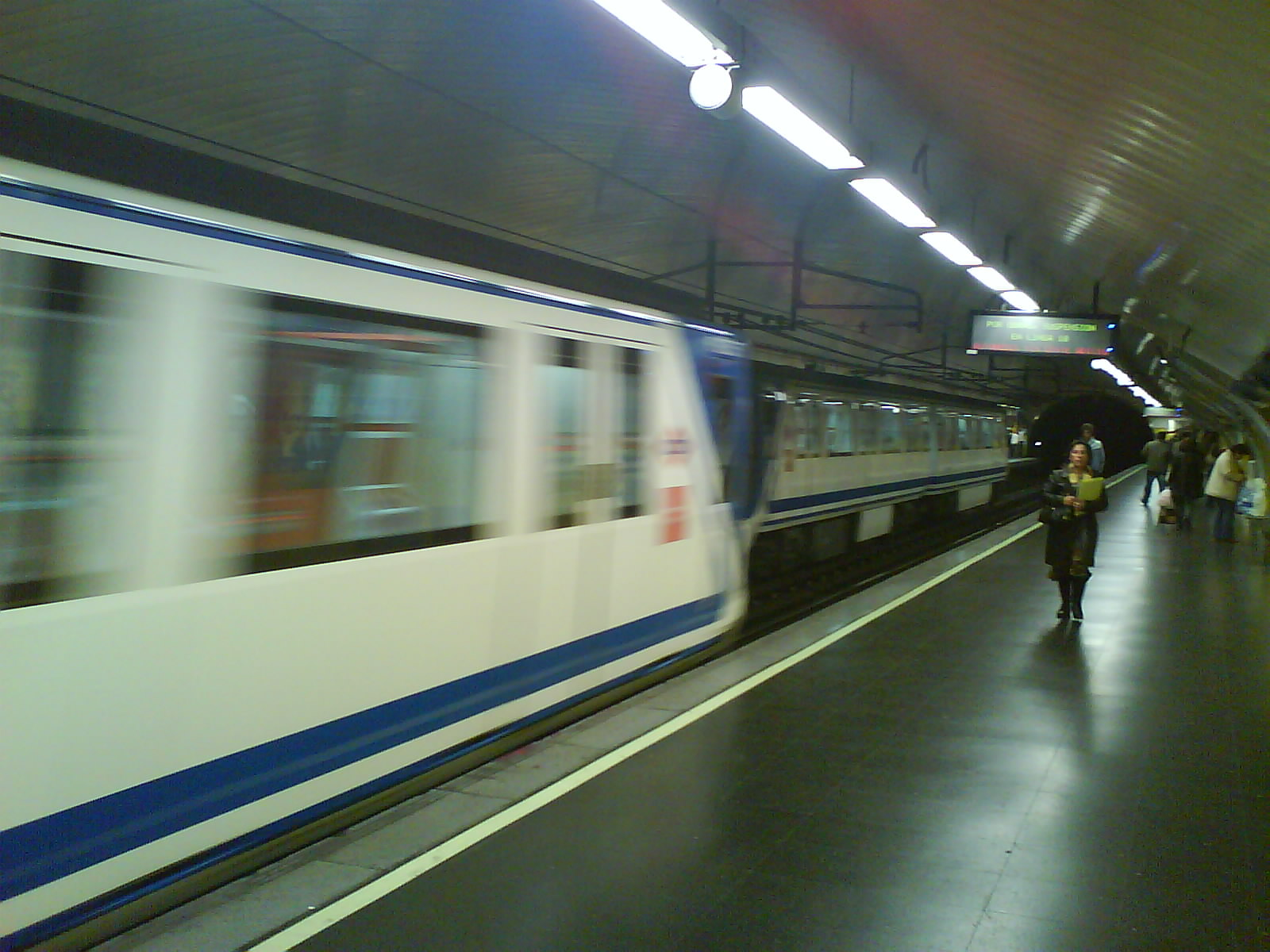
Andén de la estación de Ciudad Lineal

Mapa con la situación de las paradas de los autobuses del intercambiador de Ciudad Lineal.

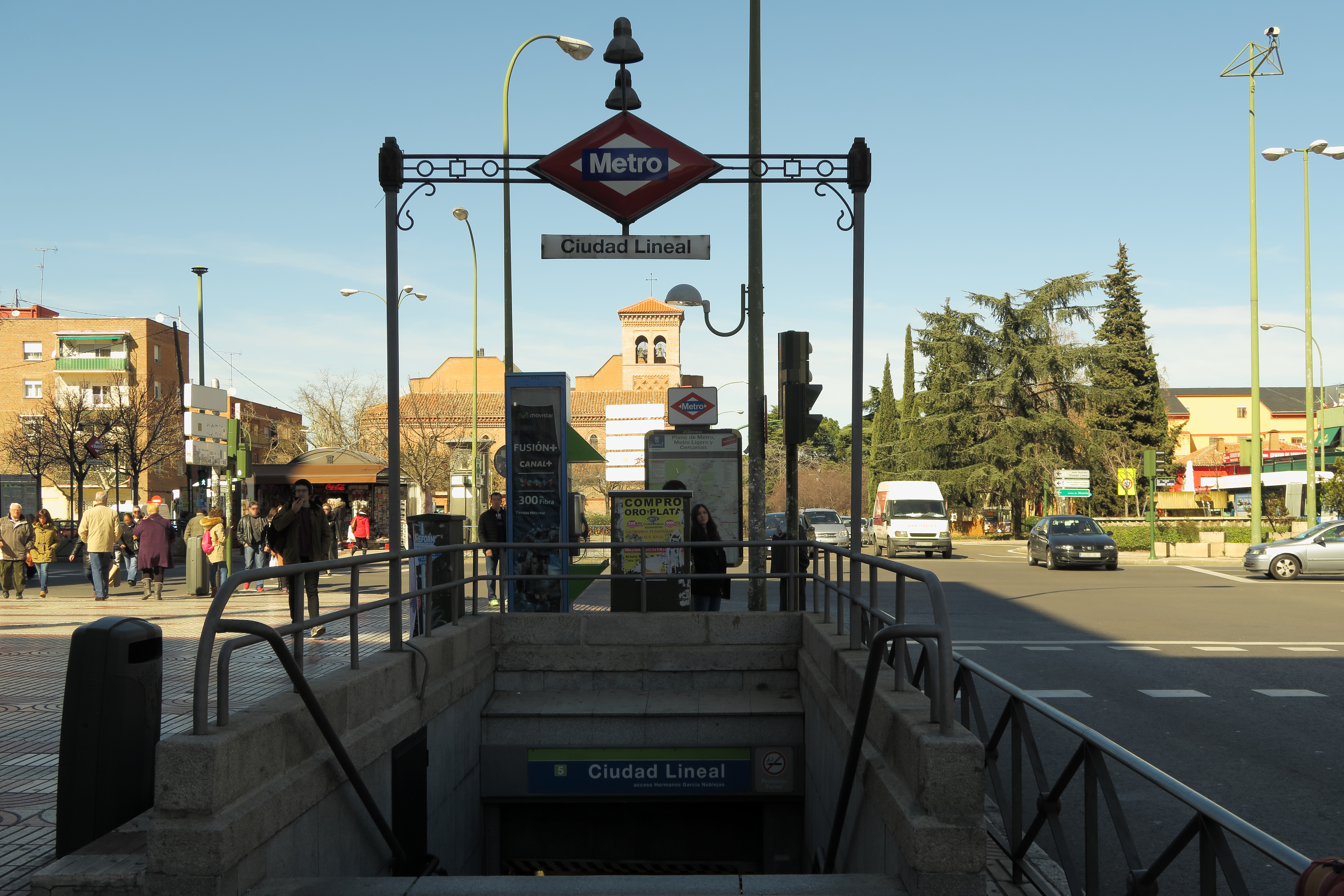
Acceso Hermanos García Noblejas

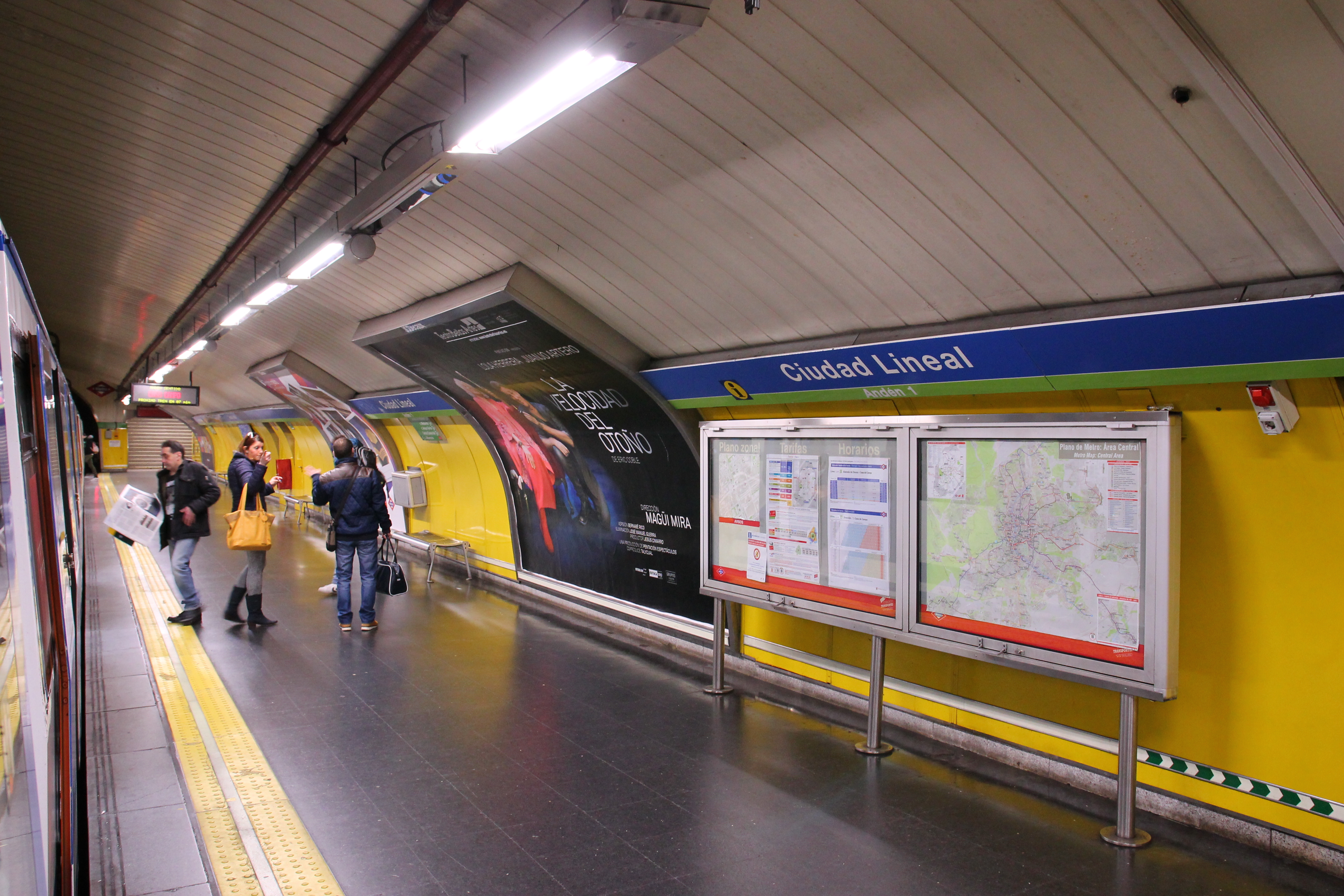
Andén de la estación

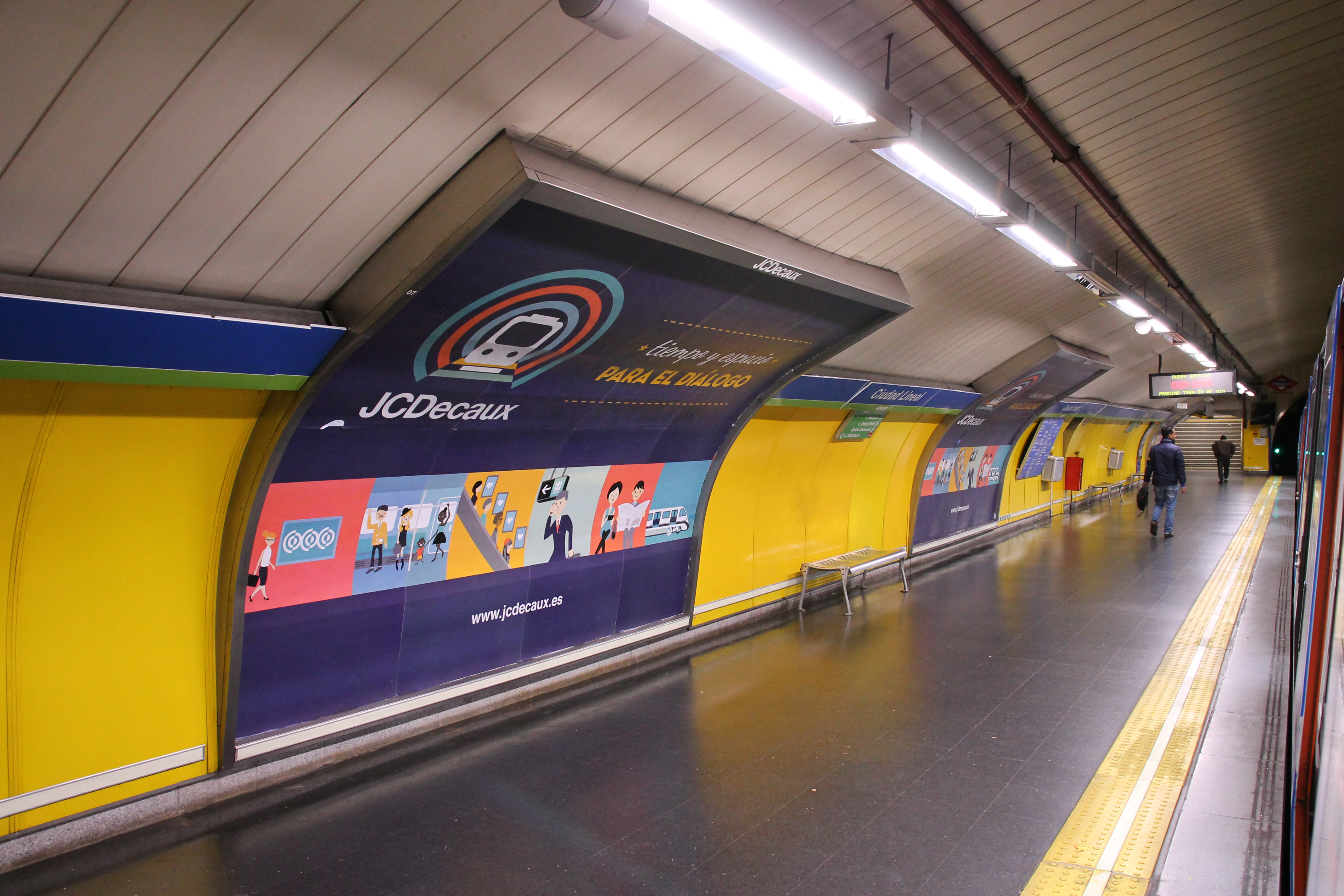
Andén de la estación

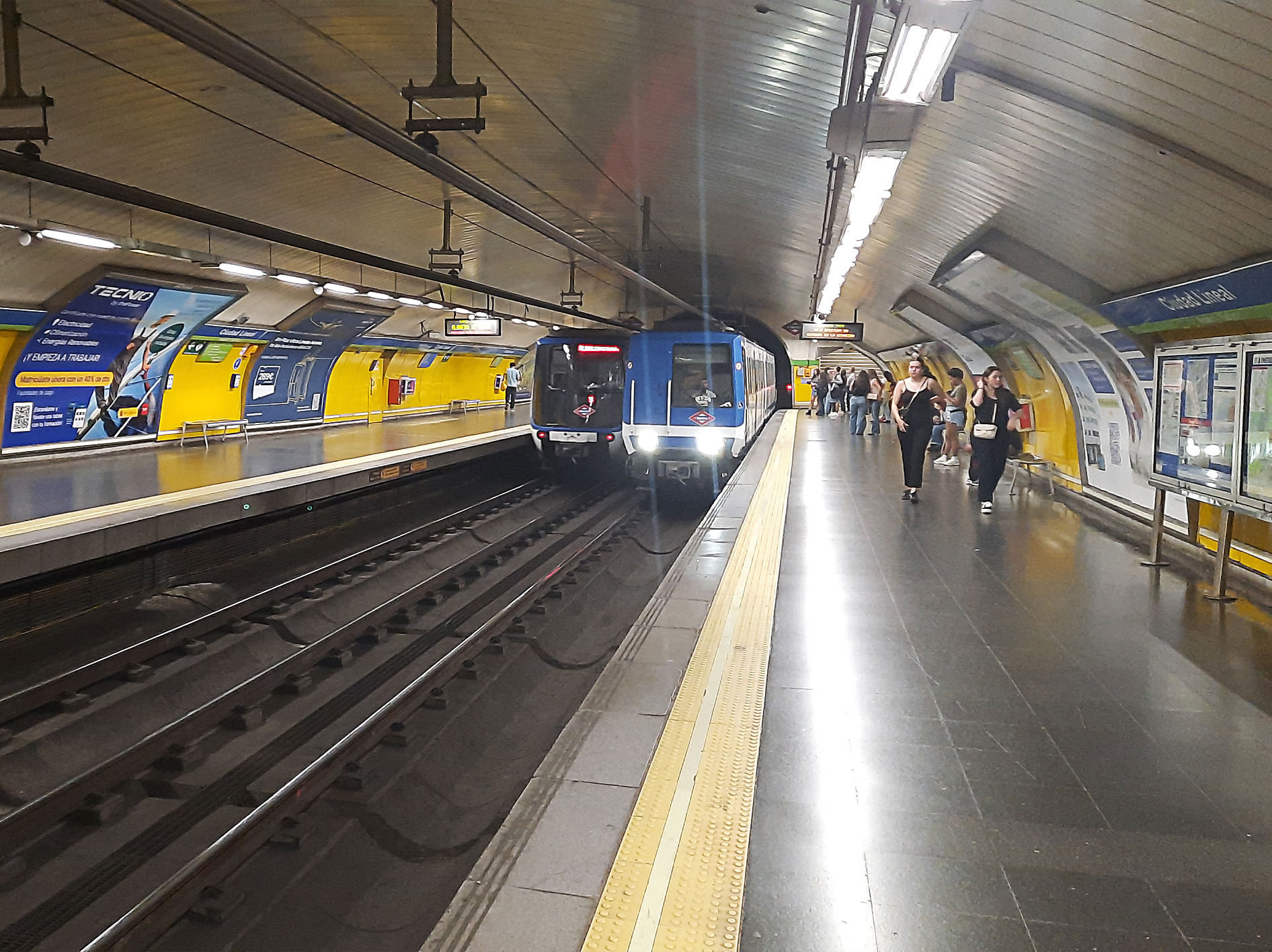
Trenes 2000A y 2000B en la estación

Ciudad Lineal es una estación de la línea 5 del Metro de Madrid situada bajo la plaza de Ciudad Lineal, entre los barrios de Pueblo Nuevo y Quintana (distrito de Ciudad Lineal) y Simancas (distrito de San Blas-Canillejas).

## Historia
En un principio, el tramo de la línea 5 que va de Ventas a Ciudad Lineal, inaugurado el 28 de mayo de 1964, funcionó como prolongación de la línea 2, y no sería incorporado a la línea 5 hasta el 20 de julio de 1970, cuando se abrió el tramo de la línea 5 que unía las estaciones de Ventas y Callao, quedando el trasbordo en Ventas para tomar la línea 2, El 18 de enero de 1980 dejó de ser terminal al continuarse la línea hasta Canillejas. 
Ya desde que se creara la Ciudad Lineal diseñada por Arturo Soria, la Plaza de la Cruz de los Caídos era un importante nudo de comunicaciones, pues en ella tenían su cabecera varias líneas tranviarias, que desaparecieron a lo largo de los años 60 y 70 dando paso a varias líneas de autobús que han conformado un área intermodal desde entonces donde la red de Metro de Madrid enlaza con autobuses interurbanos con destino Coslada, San Fernando de Henares, Mejorada del Campo, Velilla de San Antonio y Loeches y autobuses urbanos de la EMT.

## Accesos
Vestíbulo Arturo Soria
- Hermanos García Noblejas C/ Hermanos García Noblejas, 2 (esquina C/ Alcalá).
- Misterios C/ Alcalá, 413 (esquina C/ Arturo Soria)
- Arturo Soria C/ Arturo Soria, 2 (esquina C/ Alcalá)

Vestíbulo Albarracín
- Albarracín C/ Alcalá, 434 (próximo a esquina C/ Albarracín)

## Intercambiador (líneas)

### Metro
| << cabecera      | < estación | línea | estación >   | cabecera >>   |
| ---------------- | ---------- | ----- | ------------ | ------------- |
| Alameda de Osuna | Suanzes    |       | Pueblo Nuevo | Casa de Campo |

### Autobuses
| Diurnos                                                      |                       |                                                            |
| Autobuses con cabecera en el Intercambiador de Ciudad Lineal |                       |                                                            |
| Línea                                                        | Destino               | Parada                                                     |
| 4                                                            | Puerta de Arganda     | 1199 CIUDAD LINEAL (Intercambiador)                        |
| 77                                                           | Colonia Fin de Semana | 1199 CIUDAD LINEAL (Intercambiador)                        |
| 104                                                          | Mar de Cristal        | 1199 CIUDAD LINEAL (Intercambiador)                        |
| 109                                                          | Castillo de Uclés     | 1199 CIUDAD LINEAL (Intercambiador)                        |
| 113                                                          | Méndez Álvaro         | 1199 CIUDAD LINEAL (Intercambiador)                        |
| 105                                                          | Barajas               | 5458 CIUDAD LINEAL (C/ Hnos. García Noblejas frente N.º 5) |
| Autobuses pasantes en el Intercambiador de Ciudad Lineal     |                       |                                                            |
| Línea                                                        | Destino               | Parada                                                     |
| 38                                                           | Manuel Becerra        | 239 CIUDAD LINEAL (C/ Hnos. García Noblejas, 5)            |
| 48                                                           | Manuel Becerra        | 239 CIUDAD LINEAL (C/ Hnos. García Noblejas, 5)            |
| 70                                                           | Plaza de Castilla     | 239 CIUDAD LINEAL (C/ Hnos. García Noblejas, 5)            |
| 38                                                           | Las Rosas             | 5458 CIUDAD LINEAL (C/ Hnos. García Noblejas frente N.º 5) |
| 48                                                           | Barrio Canillejas     | 5458 CIUDAD LINEAL (C/ Hnos. García Noblejas frente N.º 5) |
| 70                                                           | Alsacia               | 5458 CIUDAD LINEAL (C/ Hnos. García Noblejas frente N.º 5) |
| Nocturnos                                                    |                       |                                                            |
| Autobuses pasantes en el Intercambiador de Ciudad Lineal     |                       |                                                            |
| Línea                                                        | Destino               | Parada                                                     |
| N5                                                           | Cibeles               | 2977 CIUDAD LINEAL-ALCALÁ                                  |
| N5                                                           | Colonia Fin de Semana | 5076 ALCALÁ-GENERAL ARANAZ                                 |

| Diurnos                                                      |                                                                    |                                        |                           |
| Autobuses con cabecera en el Intercambiador de Ciudad Lineal |                                                                    |                                        |                           |
| Línea                                                        | Destino                                                            | Parada                                 | Operador                  |
| 286                                                          | Coslada (Ciudad 70)                                                | 07077 Hnos. G.ª Noblejas-Ciudad Lineal | Avanza Movilidad Integral |
| 288                                                          | Coslada - San Fernando de Henares                                  | 07077 Hnos. G.ª Noblejas-Ciudad Lineal | Avanza Movilidad Integral |
| 289                                                          | Coslada (Hospital)                                                 | 07077 Hnos. G.ª Noblejas-Ciudad Lineal | Avanza Movilidad Integral |
| Nocturnos                                                    |                                                                    |                                        |                           |
| Autobuses con cabecera en el Intercambiador de Ciudad Lineal |                                                                    |                                        |                           |
| Línea                                                        | Destino                                                            | Parada                                 | Operador                  |
| N203                                                         | Coslada - San Fernando de Henares - Velilla de San Antonio/Loeches | 07077 Hnos. G.ª Noblejas-Ciudad Lineal | Avanza Movilidad Integral |

## Lugares de interés
A 30 metros de la boca de acceso Hnos. García Noblejas se encuentra el Centro Comercial Alcalá Norte, en la confluencia de la calle de Alcalá y la calle de los Hermanos García Noblejas. Junto a éste se encuentra la Junta Municipal de Distrito de Ciudad Lineal, en el N.º 16 de dicha calle.